# Torreya fargesii
Torreya fargesii е вид растение от семейство Cephalotaxaceae. Видът е застрашен от изчезване.

## Разпространение
Разпространен е в Китай.